# Махо-сёдзё
Махо-сёдзё (яп. 魔法少女 махо: сё:дзё, англ. Magical girl, рус. «Девушка-волшебница») — жанр аниме и манги. Основной сюжетной особенностью махо-сёдзё является главный персонаж — девочка или молодая девушка, обладающая некими сверхъестественными способностями, которые она использует для борьбы со злом, защиты Земли, слабых и тому подобных действий. Иногда присутствуют несколько девушек, обладающих различными способностями и как правило работающих в одной команде. Наиболее характерные представители этого поджанра манги и аниме — «Сейлор Мун» (первый сериал, где таких персонажей несколько), Cardcaptor Sakura, Tokyo Mew Mew, Magic Knight Rayearth, Magical Girl Pretty Sammy и Futari wa Pretty Cure. Хотя жанр имеет японское происхождение, он использовался как мотив за пределами Японии в западных произведениях.

Сакура Киномото из «Cardcaptor Sakura» — классический пример «девушки-волшебницы»

Первым аниме-сериалом в жанре махо-сёдзё стал «Ведьма Салли», вышедший в 1966 году. Девушки-волшебницы также известны в Японии как мадзёкко (魔女っ子) или «девушки-ведьмы».
Существует и аналогичный поджанр махо сёнэн (魔法少年, «юноши-волшебники»), где используются схожие линии с изменённой гендерной направленностью, то есть главный герой — юноша (в качестве примера можно назвать «Код ангела»), однако он значительно реже используется в качестве главной сюжетной линии.
Также следует отличать жанр махо-сёдзё и от поджанра махо канодзё (魔法彼女, «подружка-волшебница»), где главным героем является мальчик или юноша, у девушки которого обнаруживаются сверхъестественные способности.

## Основные типы девушек-волшебниц
- Волшебное существо. Чаще всего это девушка из волшебного королевства. (Ultra Maniac, Sugar Sugar Rune)
- Обычная девушка, которая изначально не обладает волшебными силами и эта сила просыпается в ней в результате каких-либо событий. (Cardcaptor Sakura, Shugo Chara, Sailor Moon)
- Обычная девушка, которая получает волшебную силу извне. (Tokyo Mew Mew)

## Каноны жанра
В основу концепции махо-сёдзё легло сочетание традиционных японских взглядов на женщину и западного менталитета, где особое внимание уделено взрослению и становлению характера. Девушки-волшебницы обычно получают доступ к своей силе, используя некий магический предмет, например медальон, волшебную палочку, ленточку и тому подобные вещи. Для активации силы используется концентрация на предмете, совершение различных манипуляций с ним, произнесение соответствующих фраз, различные акробатические приёмы, иногда элементы боевых искусств. Девушка, как правило, перевоплощается: например, меняется её одежда, внешний облик, иногда возраст. Кадры такого перевоплощения, называемого хэнсин, не меняются от серии к серии, что приводит к значительной экономии средств при производстве сериала. Иногда, хотя внешний облик героини не слишком изменяется для зрителя (чтобы не терялась связь с персонажем), другие персонажи не могут узнать её в перевоплощённом виде.
Одной из ключевых особенностей жанра «махо-сёдзё» является то, что главной героине нужно скрывать свои сверхъестественные способности от окружающих, что приводит к необходимости вести двойную жизнь. Другими, часто используемыми шаблонами, являются таинственные красавцы, также обладающие особыми способностями и приходящими на помощь в трудные моменты; говорящие домашние животные или волшебные существа, которые служат в качестве помощников и советников; близкая подруга, не обладающая магическими способностями и не подозревающая о существовании магии (как правило подруга является постоянным объектом для нападения враждебных сил).
Понятия любовь, мир, добро, зло, дружба и т. п., как правило, очень идеализированы и служат мотивом действий главных героев. За постоянными вылазками враждебных сил обычно стоит главный враг, которого удаётся победить лишь к концу сериала; иногда после победы героиня теряет свои способности.